# Grzegorz Słaby
Grzegorz Słaby (ur. 19 grudnia 1983 w Katowicach) – polski trener siatkarski. W 2007 roku ukończył studia na Akademii Wychowania Fizycznego w Katowicach na kierunku wychowanie fizyczne ze specjalizacją trenerską siatkówki. Trener II klasy. W czasie studiów pracował z juniorami AZS-u Katowice, a po zakończeniu nauki pomagał w Szkole Mistrzostwa Sportowego Polskiego Związku Piłki Siatkowej w Sosnowcu. Nauczał wychowania fizycznego w Gimnazjum nr 2 w Katowicach.
W swojej zawodowej pracy zaczynał od prowadzenia drużyn na niższym szczeblu rozgrywek: TKS Tychy oraz TKKF Czarnych Katowice, którzy następnie weszli w struktury GKS-u Katowice. W barwach GieKSy osiągnął swój największy sukces wygrywając rozgrywki I ligi. Wkrótce potem GKS został przyjęty do PlusLigi. W latach 2016–2020 pełnił funkcję drugiego trenera GKS-u Katowice, po czym ponownie wrócił na stanowisko pierwszego trenera. 18 listopada 2024 roku Grzegorz Słaby został odsunięty od obowiązków trenera GKSu Katowice.

## Przebieg kariery trenerskiej
| Sezon                     | Szczebel rozgrywek | Wynik             | Funkcja   | Drużyna              |
| ------------------------- | ------------------ | ----------------- | --------- | -------------------- |
| 2011/2012                 | III liga           | awans do II ligi  | I trener  | TKS Tychy            |
| 2012/2013                 | II liga            | awans do I ligi   | I trener  | TKS Tychy            |
| 2013/2014                 | I liga             | 10. miejsce       | I trener  | TKS Tychy            |
| 2014/2015                 | II liga            | awans do I ligi   | I trener  | TKKF Czarni Katowice |
| 2015/2016                 | I liga             | awans do PlusLigi | I trener  | GKS Katowice         |
| 2016/2017                 | PlusLiga           | 10. miejsce       | II trener | GKS Katowice         |
| 2017/2018                 | PlusLiga           | 11. miejsce       | II trener | GKS Katowice         |
| 2018/2019                 | PlusLiga           | 8. miejsce        | II trener | GKS Katowice         |
| 2019/2020                 | PlusLiga           | 6. miejsce        | II trener | GKS Katowice         |
| 2020/2021                 | PlusLiga           | 9. miejsce        | I trener  | GKS Katowice         |
| 2021/2022                 | PlusLiga           | 8. miejsce        | I trener  | GKS Katowice         |
| 2022/2023                 | PlusLiga           | 11. miejsce       | I trener  | GKS Katowice         |
| 2023/2024                 | PlusLiga           | 13. miejsce       | I trener  | GKS Katowice         |
| 2024/2025 (do 18.11.2024) | PlusLiga           | 16. miejsce       | I trener  | GKS Katowice         |

Poziom rozgrywek:
     najwyższy ogólnokrajowy
     drugi
     trzeci
     czwarty
     piąty